# Será o Benedito!
Será o Benedito! é um livro de autoria do escritor brasileiro  Mário de Andrade,  lançado no ano de 2008 pela editora Cosac Naify.
O livro  conta a história de um escritor  que vai passar as férias no campo e conhece o Benedito, um menino da fazenda, e tenta demovê-lo do sonho de conhecer a cidade grande. O garoto de 13 anos responde às intervenções do escritor com a frase: "Mas, será o Benedito!". A expressão, de pontuação  exclamativa e estrutura interrogativa - no embate entre campo e cidade, infância e idade adulta - condensa a duplicidade do texto, ao final identitária, já que o Benedito diz "Benedito" como se dissesse outro.

## Prêmio
Lançado para a coleção "Dedinho de Prosa" voltada ao público infantojuvenil, o livro foi premiado com o selo "Altamente Recomendável", em 2009, pela Fundação Nacional do Livro Infantil e Juvenil (FNLIJ). A crônica homônima foi publicada pela primeira vez em outubro de 1939, uma homenagem ao dia das crianças, num suplemento literário de O Estado de S. Paulo".